# ژول لومتر
ژول لومتر (به فرانسوی: Jules Lemaître)، متولد ۲۷ آوریل ۱۸۵۳ و درگذشته ۵ اوت ۱۹۱۴ نویسنده و منتقد تئاتر قرن نوزدهم میلادی اهل فرانسه است. او در سال ۱۸۸۷ برندهٔ جایزه ادبی ویته شد.